# Rodney So'oialo
Rodney So'oialo (Moto'otua, 3 ottobre 1979) è un rugbista a 15 neozelandese di origine samoana, a lungo terza linea degli Hurricanes e degli All Blacks.

## Biografia
Nato nelle Samoa Occidentali nel 1979, fratello minore di Steven (1977), internazionale per Samoa, Rodney So'oialo vive in Nuova Zelanda fin dall'età di cinque anni, quando i suoi genitori ivi si trasferirono.
Cresciuto a Wellington, con la locale provincia rugbistica debuttò nel 2000 nel campionato nazionale provinciale; poco dopo, nel 2001, esordì anche nella franchise di Wellington in Super Rugby, gli Hurricanes.
L'esordio negli All Blacks avvenne a Cardiff nel novembre 2002 contro il Galles, e l'anno seguente giunse il terzo posto alla Coppa del Mondo di rugby 2003 in Australia.
Prese parte anche alla Coppa del Mondo di rugby 2007 in Francia, con l'eliminazione degli All Blacks ai quarti di finale; due anni più tardi disputò il suo ultimo incontro internazionale e nel maggio 2010 raggiunse la centesima presenza in Super Rugby con gli Hurricanes.
A causa di un infortunio al collo procuratosi durante un incontro di ITM Cup con la maglia di Wellington nel settembre 2010, saltò tutta la stagione 2011, e a fine stagione si trasferì a Suzuka, in Giappone, presso il club di Top League degli Honda Heat; tuttavia i postumi dell'infortunio non ne permisero un impiego costante, e dalla fine della stagione 2011-12 è sostanzialmente inattivo.
Vanta anche una serie di inviti nei Barbarians nel 2010.